# Kolumbijské hory
Kolumbijské hory (anglicky  Columbia Mountains) je pohoří v západní části Kanady, na jihovýchodě provincie Britská Kolumbie.
Kolumbijské hory ve své jižní části zasahují i do amerických států Montana, Idaho a Washington. Na západě tvoří hranici pohoří vnitřní náhorní plošiny Britské Kolumbie, na východě údolí Skalnatých hor Rocky Mountain Trench a na jihu řeka Kootenay (američtí geografové považují Kolumbijské pohoří za součást Skalnatých hor, v Kanadě je považováno za samostatnou soustavu horských pásem).
Nejvyšší hora Mount Sir Sandford má nadmořskou výšku 3 519 m.

## Charakteristika
V Kolumbijských horách vystupují na povrch batolity, které jsou rozlámány na jednotlivé bloky a odděleny tektonickými příkopy, jimiž protékají řeky. Kerná pohoří dosahují výšek přes 3 000 metrů a v příkopových propadlinách se často nachází dlouhá, úzká jezera.

## Členění
Kolumbijské hory se skládají ze čtyř hlavních rozlehlých pohoří.
- Cariboo Mountains
- Monashee Mountains
- Selkirkovo pohoří
- Purcellovo pohoří

### Nejvyšší hory
- Mount Sir Sandford (3 519 m), Selkirkovo pohoří
- Mount Sir Wilfrid Laurier (3 516 m), Cariboo Mountains
- Mount Farnham (3 493 m), Purcellovo pohoří
- Mount Jumbo (3 437 m), Purcellovo pohoří
- Howser Spire (3 412 m), Purcellovo pohoří